# Tango ballet
Tango Ballet est une œuvre instrumentale du compositeur et bandonéoniste argentin Astor Piazzolla, écrite dans la seconde moitié de l'année 1956 pour son ensemble Octeto Buenos Aires. Elle constitue l’une des premières pièces longues de Piazzolla dans le cadre de ses propres formations et marque un tournant dans l’histoire du tango moderne.

## Contexte
De retour à Buenos Aires en 1955 après une période d'études à Paris auprès de Nadia Boulanger, Piazzolla ambitionne de réinventer le tango. Il crée l’Octeto Buenos Aires, formation novatrice mêlant instruments classiques et modernes, dont une guitare électrique, une innovation dans le tango argentin. Le groupe suscite immédiatement la controverse, opposant les défenseurs du tango traditionnel aux partisans de cette "nouvelle musique",.

## Genèse
Tango Ballet est composé en 1956 pour un court métrage d’Enrique de Rosas intitulé Violencia en la ciudad, sur une chorégraphie d’Ana Itelman. Le film n'est jamais sorti; il semble avoir disparu. La pièce fut au programme du mythique Octeto Buenos Aires d'Astor Piazzolla jusqu'à sa dissolution en janvier 1958. C'est en 1989 que Piazzolla ressuscite cette œuvre pour la remanier et l'adapter à son Sexteto. Elle sera au programme des premiers concerts de la formation, puis délaissée par la suite.

## Structure
Il s’agit d’une suite en six tableaux, chacun développant une atmosphère distincte.
1. Introducción
2. La calle
3. Encuentro
4. Cabaret
5. Soledad
6. Calle final

L’œuvre, d’une durée d’environ 12 minutes, se caractérise par une écriture rythmique complexe, une riche superposition d’harmonies, notamment entre triades majeures et accords diminués, et une distribution originale des rôles instrumentaux, rompant avec les codes de "l’orchestre typique de tango". Elle est construite comme un ballet miniature, avec une forte dimension narrative implicite. Piazzolla y explore les possibilités expressives de chaque instrument de l’octuor, notamment le violoncelle et la guitare électrique, dans un esprit mêlant tango, musique savante et jazz moderne.
La pièce est écrite pour l'Octeto Buenos Aires de Piazzolla qui comprend:
- 2 bandonéons
- 2 violons
- violoncelle
- piano
- guitare electrique
- contrebasse

## Interprétations
Un enregistrement de l'Octeto Buenos Aires, à la Faculté de Droit de Montevideo datant du 31 octobre 1956, fut diffusé par la radio nationale uruguayenne SODRE. Il existe un enregistrement publié en 2021 offert avec le livre Archivo Piazzolla de Carlos Kuri.
En 1964, Piazzolla enregistre Tango Ballet dans l’album 20 años de vanguardia publié chez Philips qui récapitule ses expérimentations depuis son départ de l’orchestre d’Aníbal Troilo. Il remonte l'Octeto Buenos Aires spécialement pour cette session.

Voici ce que le docteur Luis Alberto Sierra écrit dans la note au dos de la pochette du disque:
Tango Ballet, l’un des chefs-d’œuvre de l’Octeto Buenos Aires, est une musique profondément urbaine, empreinte de l’essence du tango. Par la force évocatrice de ses six mouvements, elle incarne l’une des incursions les plus audacieuses et marquantes de Piazzolla dans son entreprise de dépassement du langage traditionnel du tango.
En 1989, Piazzolla forme un nouveau sextette inspiré de son ancien octette. Il adapte alors Tango Ballet pour cette formation, modifiant l’ordre des tableaux et repensant l’écriture. Cette version fut interprétée lors des premiers concerts de la formation.

## Arrangements
Plusieurs versions dérivées de Tango Ballet existent, mais elles ne sont pas de Piazzolla lui-même. La plus connue est celle pour quatre accordéons, popularisée en 1989 par Richard Galliano, souvent attribuée à tort à Piazzolla. L’arrangement est en réalité signé de la main de José Bragato (il fut le copiste d'Astor Piazzolla), comme ceux pour quatuor à cordes (1961) et pour deux pianos (1972). Ces versions présentent toutes des divergences harmoniques et rythmiques par rapport aux manuscrits de Piazzolla, ce qui laisse peu de doute sur leur origine.

## Réception
Malgré son caractère novateur, l’œuvre reste relativement peu connue du grand public. Elle est cependant très prisée des accordéonistes, et régulièrement interprétée dans des concours ou des festivals de musique du monde. Elle illustre parfaitement la démarche de Piazzolla : faire fusionner tango, musique contemporaine et jazz dans un langage résolument personnel.